# Bernard Sallmard de Montfort
Bernard Sallmard de Montfort (* 1747 in Eyzin-Pinet; † 29. November 1823 in Paris) war ein französischer Zisterzienserabt.

## Leben
Auguste Sallmard, Graf von Montfort, wurde 1747 auf der Burg Montfort östlich von Vienne geboren. Er war zuerst Infanterieoffizier, verlor dann seine Verlobte durch einen Todesfall und trat 1770 im Alter von 23 Jahren in das Kloster Sept-Fons ein. Er legte 1772 Profess ab und stieg zum Prior auf. Am 6. Juli 1788 ernannte ihn der König als Nachfolger von Dorothée Jalloutz zum Abt. Er war Freund des Herzogs von Penthièvre, verkehrte in den besten Kreisen und war fast ununterbrochen auf Reisen. Als die Französische Revolution 1790 anfing, die Klöster zu schließen, gab er sein Amt praktisch auf, ging zu seinem Bruder nach Vienne und zur Familie im Forez und tauchte unter. Seine Familie war beim Volk so gut beleumdet, dass sie nicht emigrieren musste. Die Abwicklung des Klosters bis zur Vertreibung im September 1791 überließ er dem Prior, Paul Charles, der als Märtyrer von Rochefort umkam, sowie dem Klosterökonom Xavier de la Croix (1742–1813), der 1793 heiratete und später Richter wurde.
Abt Sallmard de Montfort lebte ab 1794 in Paris von einer Pension in selbst gewählter Armut. 1816 veröffentlichte er ein Buch über die Göttlichkeit des Menschen und das bevorstehende Weltende. 33 Jahre nach dem Verlust der Abtei starb er am 29. November 1823 in Paris.

## Werke
- De la Divinité de l’homme. Des différentes religions. Idées sur la fin prochaine et générale du monde. Paris 1816.